# Concejo Municipal de Managua
El Consejo Municipal de Managua es el órgano colegiado de gobierno local que ejerce funciones deliberativas, normativas y fiscalizadoras en el Municipio de Managua, capital de Nicaragua. Está conformado por concejales electos mediante sufragio directo y es presidido por la persona que ejerce la Alcaldía de Managua.

## Funciones
Las competencias del Consejo están definidas en la Ley N.º 40 (Ley de Municipios de Nicaragua) e incluyen:
- Aprobar el presupuesto municipal propuesto por la Alcaldía
- Fiscalizar la ejecución de obras y servicios públicos
- Emitir ordenanzas municipales y reglamentos locales
- Autorizar licitaciones, concesiones y contratos públicos
- Promover políticas de desarrollo comunitario y equidad territorial[1]

## Composición
El Consejo Municipal de Managua está integrado por:
- 1 Alcalde o Alcaldesa (preside el Consejo)
- 1 Vicealcalde o Vicealcaldesa
- 20 concejales titulares
- 20 concejales suplentes

Los miembros son electos cada cinco años en elecciones municipales supervisadas por el Consejo Supremo Electoral.

## Partidos políticos
En la última elección municipal de 2022, la composición del consejo fue la siguiente:
- FSLN – 18 concejales
- PLC – 2 concejales

## Sede y sesiones
El Consejo sesiona en el Centro Cívico Camilo Ortega, ubicado en el centro administrativo de la ciudad. Las sesiones ordinarias se realizan de forma mensual, y pueden convocarse sesiones extraordinarias por solicitud de la alcaldesa o un tercio de los concejales.

## Participación ciudadana
Los ciudadanos pueden asistir a sesiones públicas y presentar iniciativas ciudadanas a través de los mecanismos de consulta contemplados en la Ley de Participación Ciudadana y el reglamento interno del consejo.